# Halasi csipke

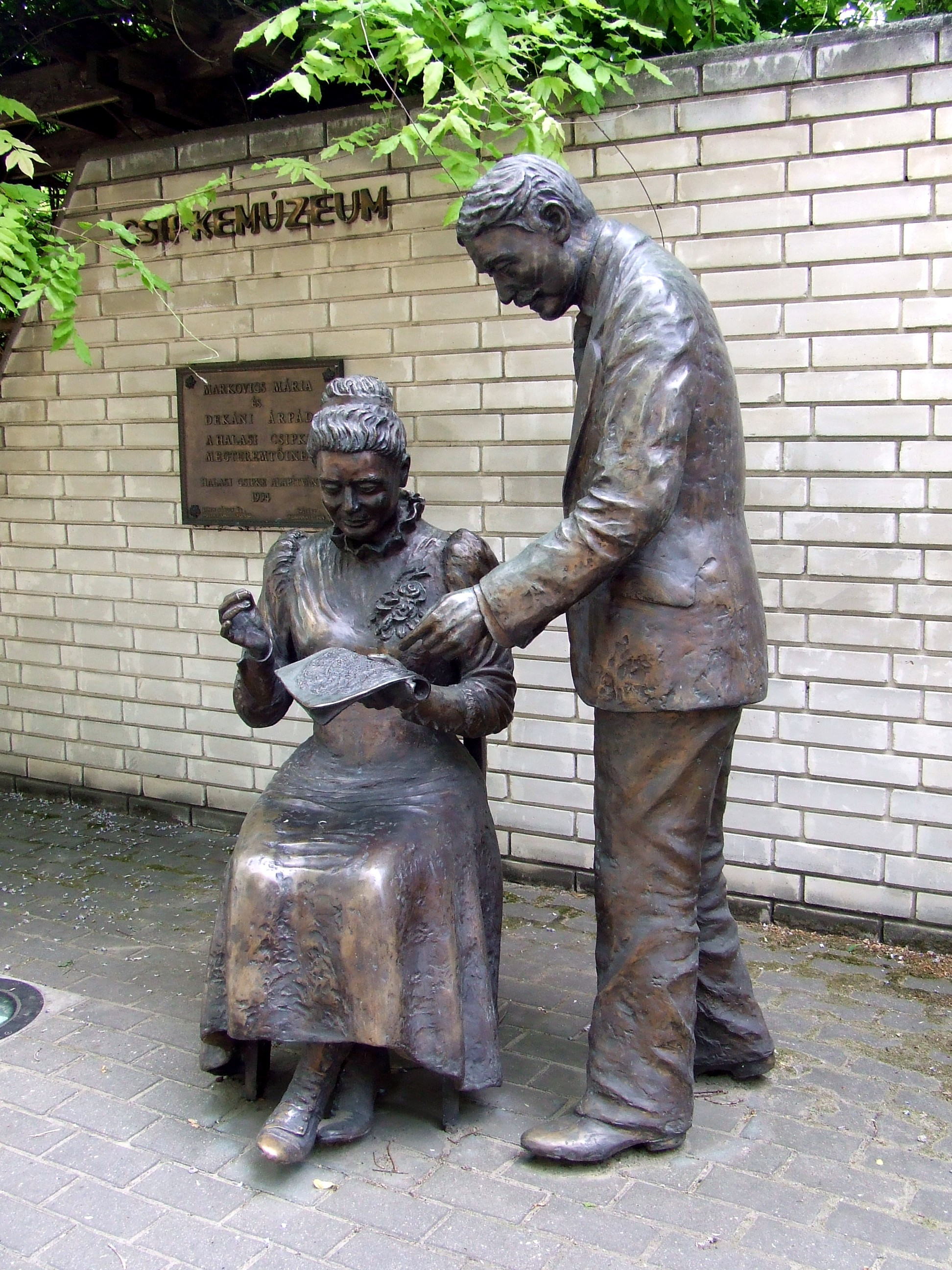
Csipkevarrók
Barth Károly és Barth Ilona alkotása 1994.Kiskunhalas

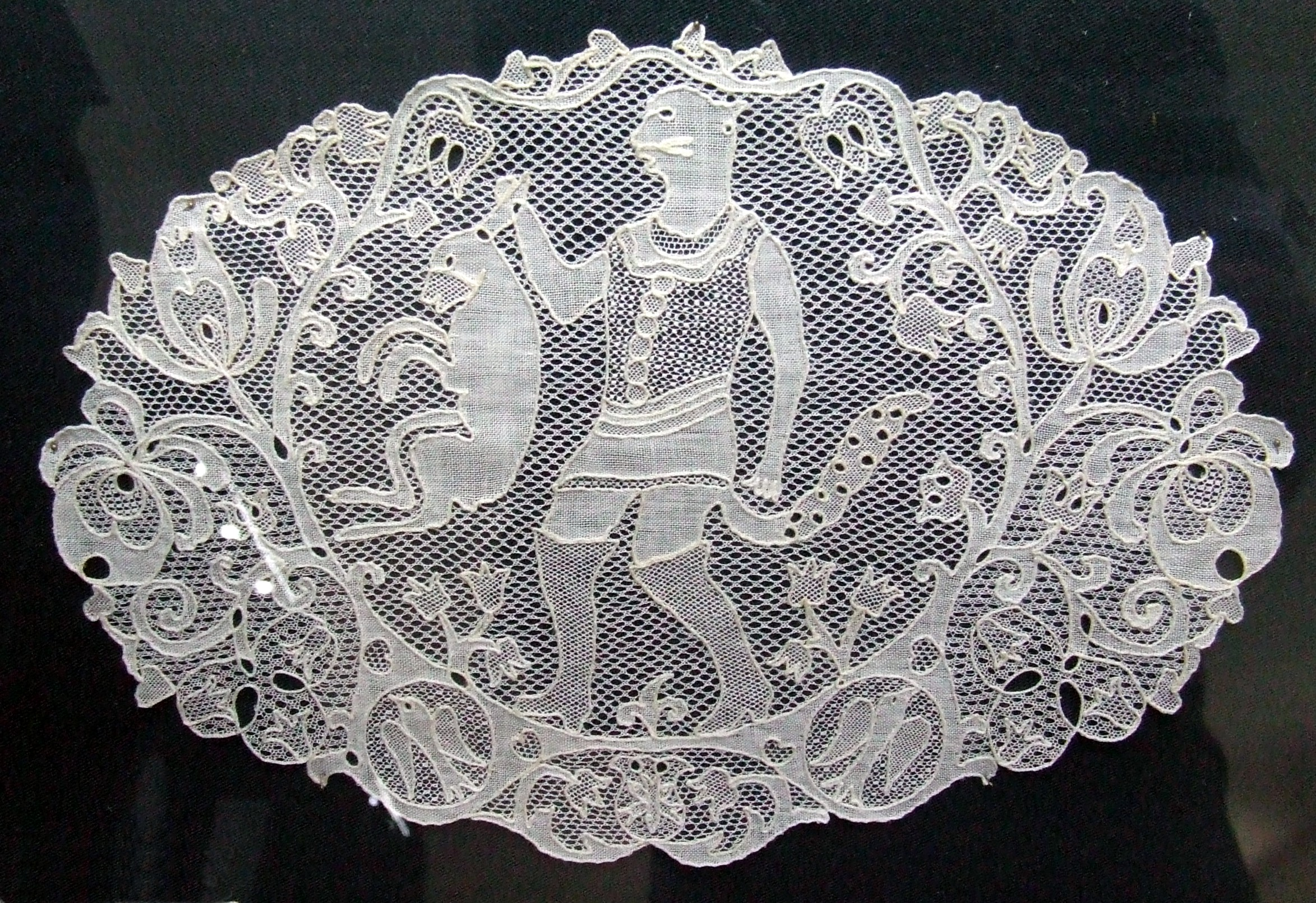
Halasi csipke. Csipkeház és Csipkemúzeum, Kiskunhalas

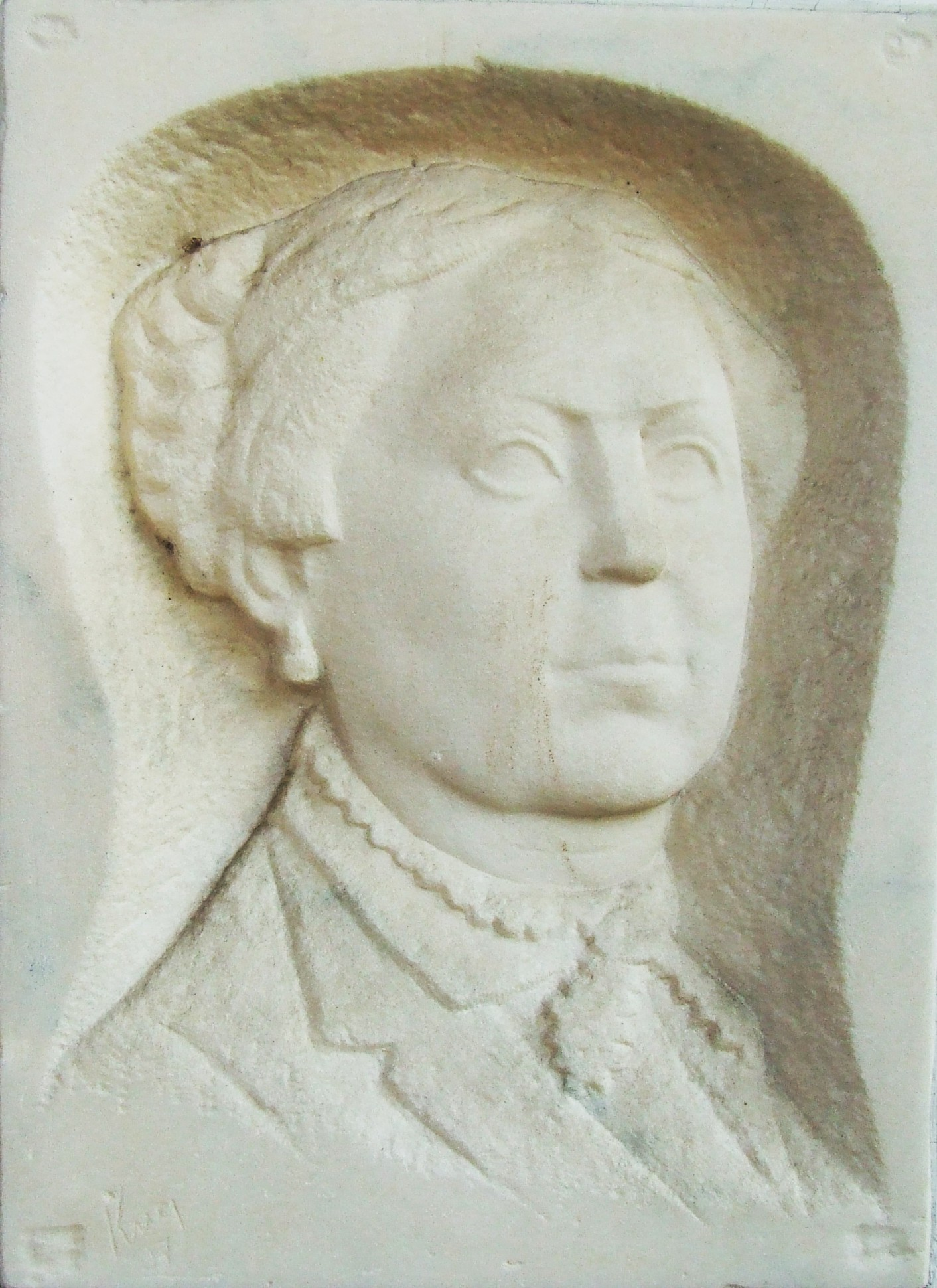
Markovics Mária domborműve
Kucs Béla szobrászművész alkotása a Csipkeház és Csipkemúzeum külső falán, Kiskunhalas

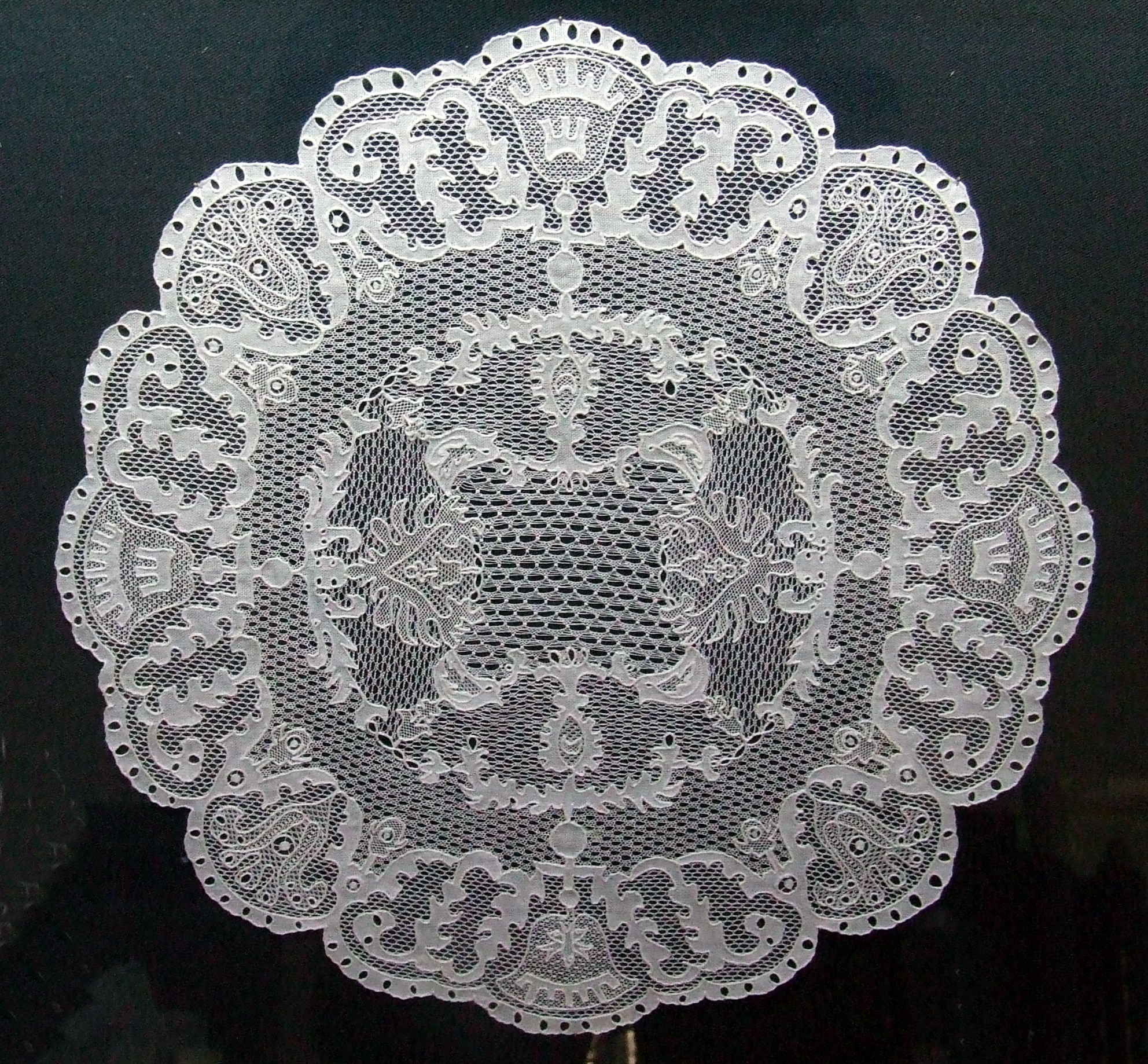
Halasi csipke. Csipkeház és Csipkemúzeum, Kiskunhalas

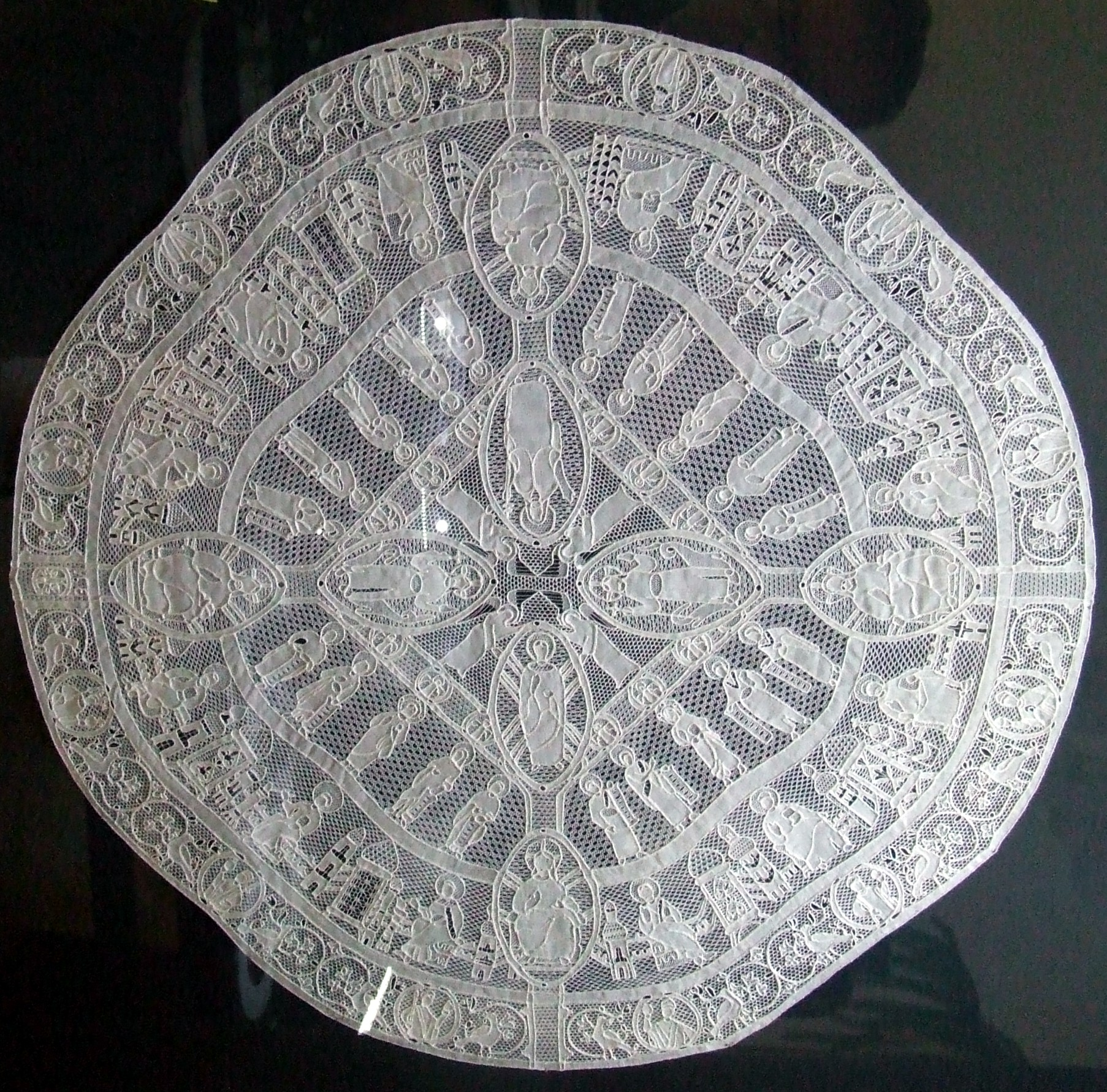
Koronázási palást terítő. (Csipkeház és Csipkemúzeum)

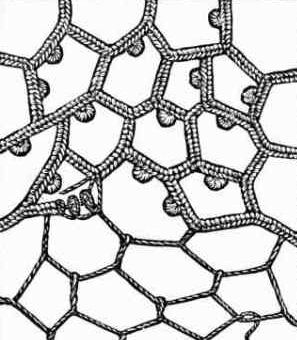
Varrott csipke részlete (a vezetőfonalra illesztett "gomblyuköltésekkel")

A halasi csipke a magyar és az európai iparművészet kitüntetett figyelemmel és elismeréssel kísért terméke. Első, 1902-es megjelenése óta a magyar népművészet fontos része, és azok közé a csipkeműhelyek közé tartozik, amelyek a századfordulón épültek, azóta is fennmaradtak és a mai napig is működnek. Ez a kézimunkafajta a 20. században vált méltó vetélytársává a brüsszeli és a velencei csipkének. A halasi csipkéből készült alkotások több világkiállítás nagydíját is elnyerték, és a magyar állam ajándékaként előkelő, híres emberek is megkapták magyarországi látogatásuk alkalmából.
Mint hungarikum, azon iparművészeti értékeink közé tartozik, amely világszínvonalú, és az egész világon hódított Izlandtól Ausztráliáig.

## Története
A 19. század utolsó évtizedeiben az iparművészek egyik fő törekvése volt, hogy a mindent elárasztó iparcikkek mellett megőrizzék a népi, illetve a kézművestechnikákat is. Magyarországon is több helyen fejlesztettek ki manufakturális jellegű műhelyeket, amilyenben például a halasi csipkék is készültek.
A halasi csipke szülőanyja Markovits Mária (1875–1954) volt. Kiskunhalason 1902-ben Dékáni Árpád tervei alapján készültek az első csipkék. A kun (halasi) csipke ösztönzője volt Zseny József (1860–1931) Pest vármegyei aljegyző, aki egy krónikára hivatkozva úgy gondolta, hogy a kunok is varrtak ehhez hasonló díszeket annak idején Attila hun király udvarában. Priszkosz rétor bizánci krónikás Attila király udvarában tett látogatására hivatkozva állította, hogy már a hunok szolgái, a kunok is csipkét varrtak. Bár elmélete nagy fantáziavilágra vall, a hipotézisének volt némi valóság alapja: „Másnap elmentem Atilla udvarába és ajándékokat vittem feleségének, akit Rékának hívtak. Az asszonyt puha szőnyegen fekve találtam. Szolgák vették körül, s vele szemben a földön is szolgáló leányok ültek, akik színes fonalakkal lepleket hímeztek, amelyeket barbár ruháik díszítésére készítettek.”. Zseny kül- és belföldön is népszerűsítette a Halasi csipkét.
1904-ben a St. Louis-i Világkiállításon a halasi csipkét nagydíjjal tüntették ki.
1909-ben a halasi csipkét a Magyar Kézicsipke és Iparművészeti RT. vette át, de finanszírozási gondok és a tervező hiánya miatt átmenetileg leállt a készítés. 1911-ben az Iparművészeti Iskola vállalta magára a művészeti vezetést.
1935-ben Kiskunhalas város vezetésének és a Kereskedelmi Minisztériumnak köszönhetően felépült a máig is műhelyként működő halasi Csipkeház. Ugyanebben az évben vezették be a halasi csipke védjegyeként a három keresztbe fektetett halat.
1946-ban a műhely a második világháború miatt beállt pangás következtében beszüntette működését és Markovits Mária otthon dolgozott tovább.
A második világháború utáni csipkekészítés újjászervezése Boglárfalvyné Bakos Gizi munkáját dicséri. Az 1949-ben rendezett őszi Budapesti Nemzetközi Vásáron díszoklevelet nyert a halasi csipke.
1952-ben megalakult a Kiskunhalasi Háziipari Szövetkezet. A Csipkeház teljes felújítása 1957-re fejeződött be. Az 1958-as Brüsszeli Világkiállításon nagydíjat nyertek. 1960-ban a Magyar Posta 400 ezres példányszámban „Halasi Csipke” címmel Zombori Éva grafikusművész tervezte bélyegsorozatot adott ki. A jelentős marketingtevékenység ellenére a halasi csipke értékesítése akadozott. 1964 óta igen ritkán tanítanak be új csipkevarrónőket.
1977. január 26-ától a halasi csipke készítése önálló népművészeti ággá vált a Népművészeti Tanács minősítése alapján.
1992-ben létrehozták a Halasi Csipke Alapítványt. 1996 őszére pályázatok útján a nevezett alapítvány megteremtette a Csipkeház felújításának lehetőségét. A Csipkeházat 1998 novemberében avatták fel. Az ezredfordulón két világkiállítást is szerveztek az újjáépített Csipkeházban.

## Készítési technika
A varrott csipke technikája a 16. századi Itáliából terjedt el. Készítéséhez nagyon finom, fehérített lenfonalat használtak. A papírra rajzolt minta kontúrjainak megfelelően egy vezetőfonalat feszítenek ki, majd ezt egy tűbe fűzött egyetlen folytonos szálból, meghatározott technikával kialakított, ún. gomblyuköltésekkel egészítik ki. A minta körvonala között kialakuló belső közöket díszítőöltésekkel töltik ki. Mivel eközben a készülő csipkét nem varrják rá a mintarajzra, "levegőben varrott csipkének" is nevezik.
A halasi csipkének is az a jellegzetessége, hogy „kézzel varrott”. Az erőteljes mintarajz vonalán vezetik végig az alapszálat, amelyet huroköltésekkel fognak le. A mintarajz szállal történő befedése után különböző öltéstechnikákkal bestoppolják a kimaradt részeket, amelyek így plasztikusan kiadják a tervezett alakot.
A halasi Csipkeházban mintegy hatvan féle úgynevezett „stoppoló” öltéstechnika mintája látható.

## Alapanyaga
Az első csipkekészítmények vastagabb fehérítetlen és színes lenfonalból készültek, így a textúrájuk durvább kivitelezésű, mint későbbi társaiké. A 20. század elejétől már nagyon finom, fehérítetlen lenfonalat használnak a kivitelezéshez, s az így keletkezett csipkék leheletvékony textíliát képeztek.

## Mintavilága
A halasi csipkék tervezői közé tartozott többek között: Tar Antal, Pongrácz Margit, Csorba Sz. Tibor, Keleti Eszter, Országh Ilona, Rucsinszky Anna, Demjén Júlia, Tóth Béla, Molnár Béla, Bodor Miklós és Stepanek Ernő.
A tervezők igyekeztek eredeti magyar motívumokkal dolgozni, hogy igazi hungarikum legyen a halasi csipke. A szakirodalom három csoportra osztja a halasi magyar motívumokat ábrázoló csipkéket:
- a virág- és levélmintás szegélycsipkék, gallérok és zsabók (pl. gránátalma, tulipán, békavirág, epervirág, csillagvirág stb.)
- az állatalakos szegély- legyezőcsipkék (pl. szarvasos, pávás, párosgalambos, pelikános, pillangós)
- a figurális, népviseletbe öltözött parasztalakokat (pl. táncoló pár, legény, leány, juhászbojtár)

## A halasi csipkével megajándékozott ismert személyek
- IV. Károly magyar király és felesége (koronázási ajándék), 1916
- Horthy Miklós kormányzó (címer), 1926
- Prónay György báró országgyűlési képviselő (címer)
- Gömbös Gyula miniszterelnök felesége, 1936
- Julianna holland trónörökösnő (a híres Julianna-terítő nászajándékként), 1937
- Umbertó olasz trónörökös (gyermekének születése alkalmából kocsitakaró), 1937
- MS Batory lengyel óceánjáró kápolnája (oltárterítő), 1937
- Hitler (csipke), 1938
- Sztálin (születésnapi terítő), 1950
- Rákosi Mátyás (születésnapi terítő), 1952
- II. János Pál pápa (terítő a magyar koronázási palást motívumaival), 1996. szeptember 7.
- Ferenc pápa megválasztásának 3. évfordulója alkalmából 2016. március 12-én Rómában személyesen vette át Kiskunhalas város ajándékaként a tövises, a galambos, a kelyhes és a virágos motívumú kereszt alakú csipkéket, illetve Kardos Zsuzsanna csipkevarró ajándékaként a Hírhozó elnevezésű, angyal motívumú halasi csipkét.
- Ferenc pápa 2024 nagyböjtjének kezdetén, a római Szent Szabina bazilikában újra halasi csipkét kap ajándékba és az átadáskor áldását küldi a csipkekészítő közösségre
- Ferenc pápa 2024. december 31-én a Szent Péter bazilikában tartott év végi hálaadó szertartás végén, a bazilikából való kivonuláskor megérinti a halasi csipke egyik kereszt motívumos alkotását és rövid áldást mond. A pápa által megáldott csipkealkotás megtekinthető a Csipkemúzeumban.[forrás?]
- P. Marian Adam Waligóra OSPPE, a világhírű czestochowai kegyhely házfőnöke az évente közel 5 millió zarándok által felkeresett kegytemplomnak szánt fogadalmi ajándékként vette át a kereszt motívumú csipkét 2018. október 30-án.
- Stanisław Dziwisz bíboros, a 2005-ben elhunyt II. János Pál pápa magántitkára 2019. december 15-én a kiskunhalasi Csipkeházban tett személyes látogatása alkalmával a Szűz Máriát ábrázoló csipkét kapta ajándékba

## Képek

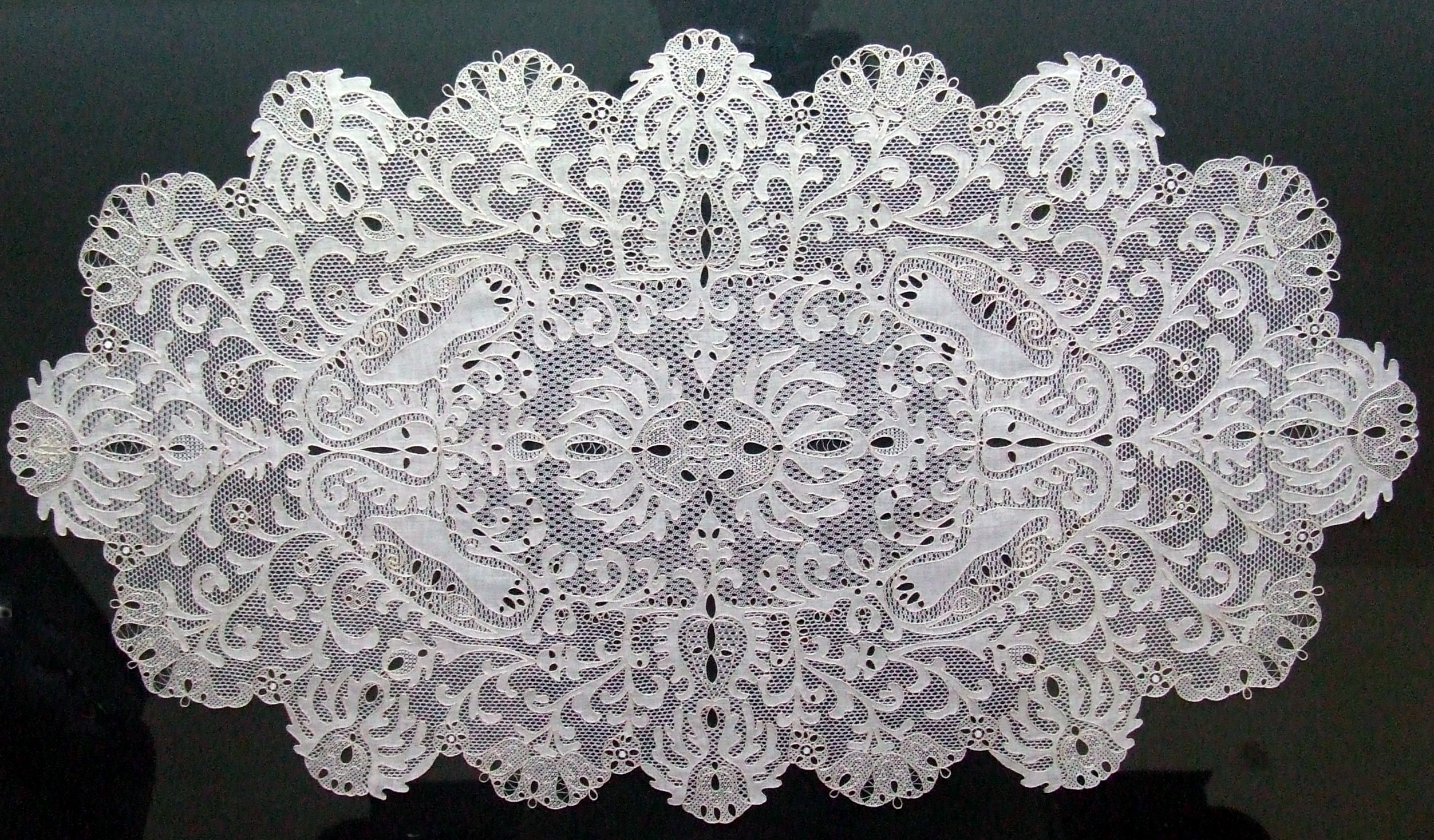
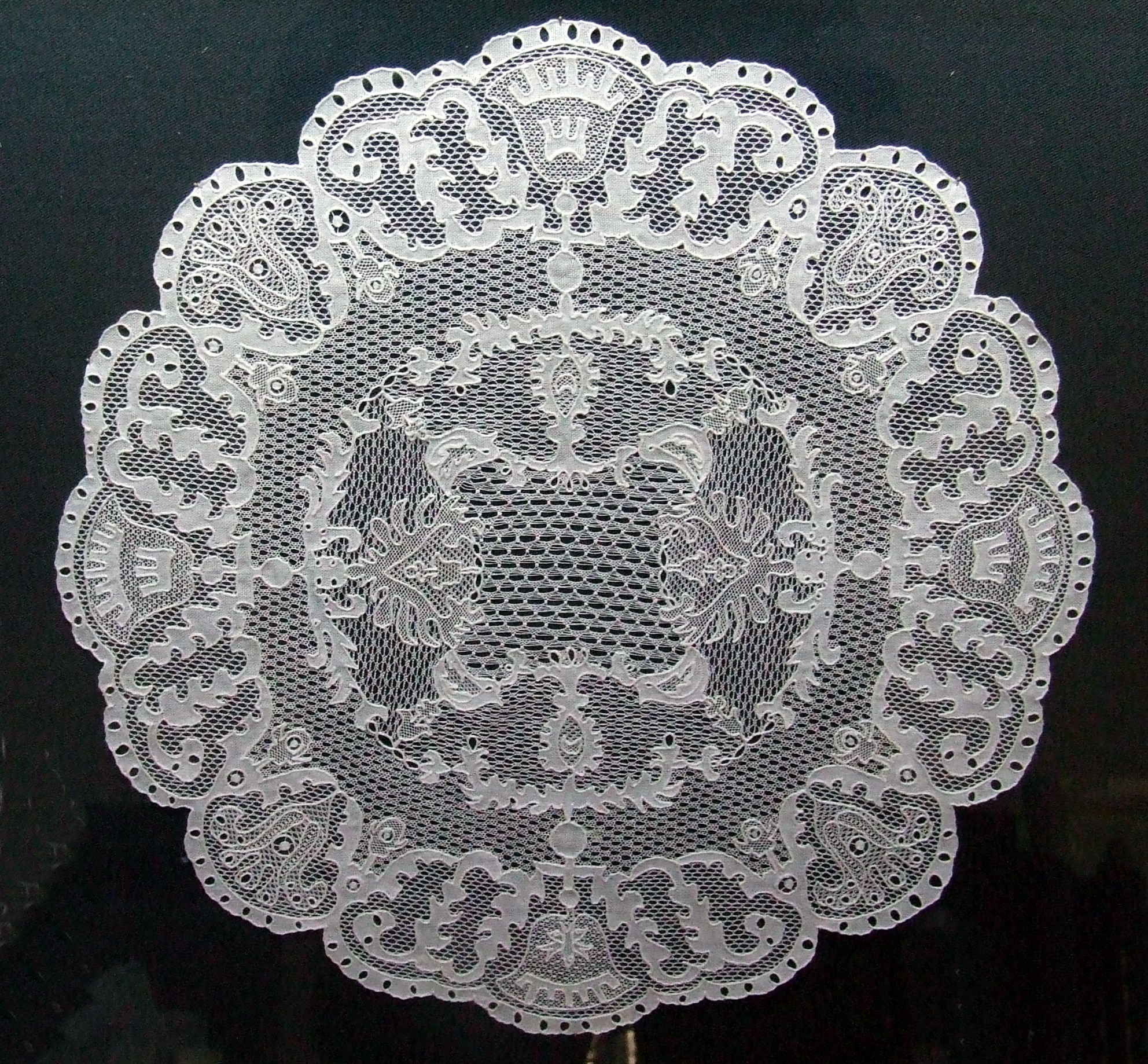